# Avenida Isabel Chimpu Ocllo
La avenida Isabel Chimpu Ocllo, llamado simplemente avenida Chimpu Ocllo, es una avenida ubicada en el distrito de Carabayllo, en la ciudad de Lima, capital del Perú. 

## Descripción
Es una avenida de más de 10 cuadras, que va de este a oeste en el distrito de Carabayllo. Es una de las avenidas más importante del distrito y de más influencia en Lima Norte. Históricamente, la avenida era el límite de la Hacienda Caudivilla, parte de una de las carreteras a Canta, hoy es una avenida altamente residencial, que posee algunos comercios emergentes; y además es la avenida donde finaliza la nueva ampliación de la línea troncal del Metropolitano. Asimismo, la avenida forma parte del Eje Transversal PE-20, como parte de la vía PE- 20A.